# Aristotelismo de Pádua
Aristotelismo de Pádua é uma impressão que descreve a influência do pensamento de Aristóteles na Universidade de Pádua a partir do século XIV.
Seus primeiros representantes foram: Albertino Mussato, Pietro d'Abano e Marsílio de Pádua.
No final do Século XIV, se destacou a figura de Biagio Pelacani.
No século XV, se destacaram figuras como: Paulo de Veneza e Caetano de Thiene.
Posteriormente, surgiram nomes como:
- Paulo de Pergola, autor de "lógica Summulae";
- Antônio Trombetta;
- Maurice O'Fihely;
- Francesco della Rovere, que futuramente seria o Papa Sisto IV;
- Gabriel Zerbo;
- Pedro Trapolino;
- Nicoletto Vernia;
- Agostino Nifo e
- Pietro Pomponazzi.

O Aristotelismo de Pádua viveu seu auge com:
- Jacopo Zabarella, autor de "Opera logica” e “De rebus naturalibus XXX libri”; e
- Francesco Piccolomini, autor de "Universa philosophia de moribus".